# FK Spartak Semej

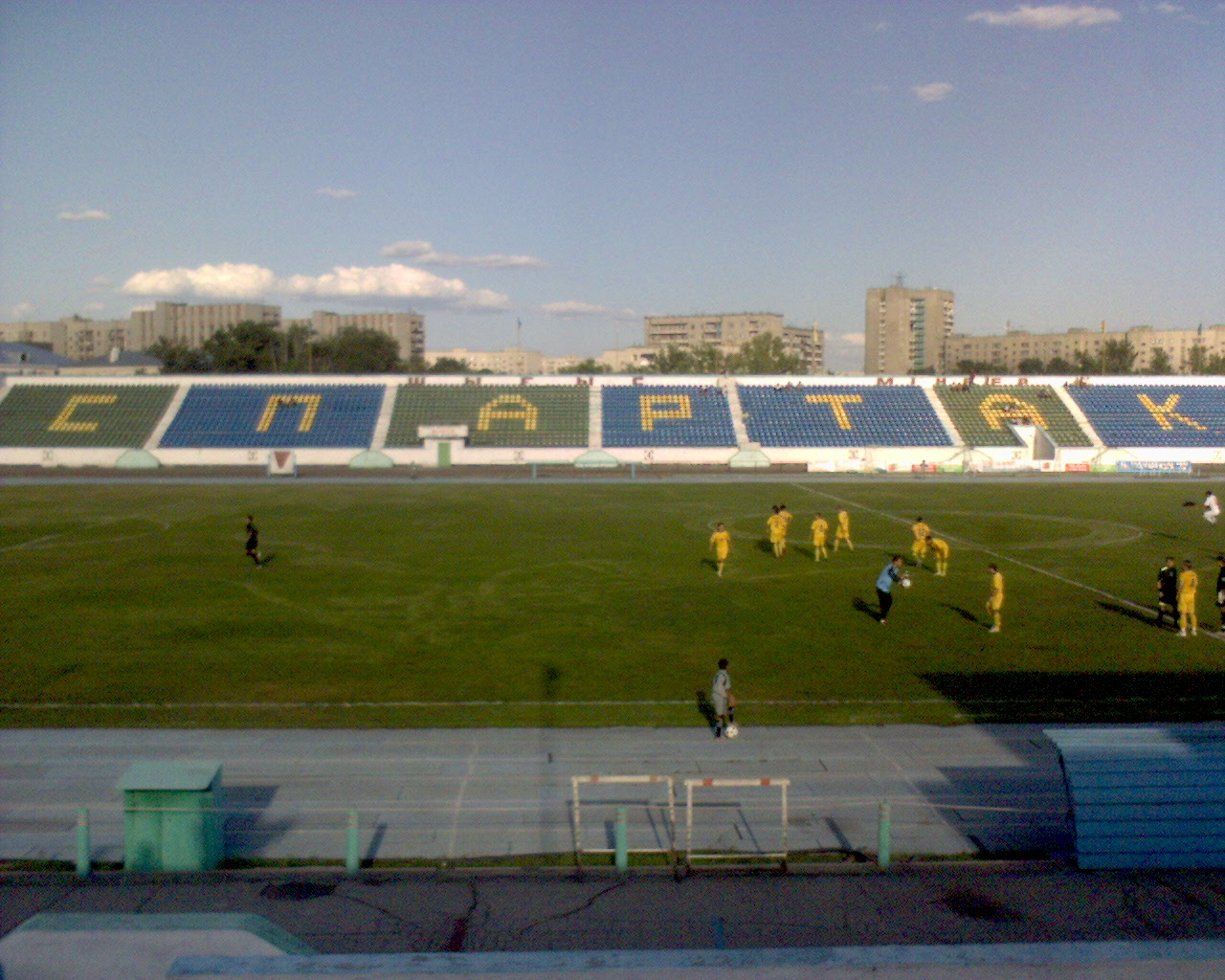
Stadion Spartak

FK Spartak Semej (kazašsky Спартак Футбол Клубы) je kazašský fotbalový klub z města Semej, který byl založen v roce 1964. Letopočet založení je i v klubovém emblému, který je podobný logu ruského klubu FK Spartak Moskva. Svá domácí utkání hraje na stadionu Spartak s kapacitou 15 000 míst. Klubové barvy jsou bílá a červená.

## Úspěchy
- 3× vítěz Premjer Ligasy (1994, 1995, 1998)[2]
- 1× vítěz kazašského fotbalového poháru (1995)[3]

## Historické názvy
- Cementnik Semej (1964-1970)
- Spartak Semej (1971-1993)
- Jelimaj Semej (1994-1998, 2001-2003)
- AES-Jelimaj Semej (1999-2000)
- FK Semej (2004-2007)
- Spartak Semej (2008-)[4]